# Armand Farrachi
Armand Farrachi, né à Paris le 22 mars 1949, est un écrivain français.

## Biographie
Après des études littéraires et musicales, Armand Farrachi devient professeur de lettres en 1974, année où paraît son premier roman. En 1986, il fonde la revue Siècle, qui va publier des classiques alors introuvables, des romanciers, poètes, philosophes et compositeurs contemporains.
En 1989, installé en Normandie, son engagement pour la protection de la nature et de la faune sauvage l’amène à intervenir publiquement et à signer aussi  des pamphlets et des articles. De 2008 à 2011, il a dirigé chez IMHO la collection Radicaux libres, consacrée à l’écologie radicale.
Il vit en Dordogne depuis 2013.

## Romans, récits, essais
Armand Farrachi a publié des romans (La Dislocation, Les Oiseaux et les sources, Descendance, Aux Yeux des morts…), des récits inspirés de genres populaires (comme le roman policier ou la science fiction) ou par la biographie de grands créateurs (Bach, Michel-Ange), des essais littéraires (sur J.-J. Rousseau, La Tectonique des nuages) ou politiques (Le Triomphe de la bêtise, Macron, un roi en bras de chemise). Il a également préfacé ou traduit Dante (éd. de la Différence), Melville (Alidades), Swift (éd. de Paris), le curé Meslier (Exils).

La destruction de la nature lui inspire des romans (L’Adieu au tigre), des pamphlets (Les Poules préfèrent les cages), des articles de presse (Libération, Le Monde, L’écologiste…).

## Principales publications

### Romans et récits
- La Dislocation, Stock, 1974, 250 p.
- Descendance, Stock, 1982, 388 p.
- Les Oiseaux et les sources, B. Barrault, 1990, 329 p.
- Un Amour de Dracula, Malfrats pour que je plonge, La Ballade de Flechter Christian, Les Argolides, B. Barrault, 1987, Zulma, 1997
- Sermons aux pourceaux, Zulma, 1997, 78 p.
- Aux Yeux des morts, Exils, 2002, 148 p.
- Bach, dernière fugue, Gallimard, L’un & l’autre, 2004, 103 p.  (ISBN 2-07-077315-9)
- L’Adieu au tigre, IMHO, 2008, 169 p.
- Michel-Ange face aux murs, Gallimard, L’un & l’autre, 2010, 120 p.  (ISBN 978-2-07-012980-5)

### Essais
- La Part du silence, B. Barrault, 1984
- Rousseau ou l'état sauvage, PUF, Perspectives critiques, 1997, 128 p. (ISBN 978-2-13-047889-8)
- Les Ennemis de la Terre : Réponses sur la violence faite à la nature et à la liberté, Exils, 1999, 232 p. (ISBN 978-2-912969-06-4)
- La Société cancérigène, avec Geneviève Barbier, Points / Seuil, 2007 (1re ed. La Martinière 2004), 220p  (ISBN 978-2757804629)
- Petit lexique d’optimisme officiel, Paris, Fayard, 2007, 186 p. (ISBN 978-2-213-63204-9, BNF 40998323)
- Les poules préfèrent les cages : bien-être industriel et dictature technologique, Édition Libre, 2023 (1re éd. Albin Michel 2000, 2ème éd : Yves Michel 2012), 135 p. (ISBN 978-2-490403-55-4, BNF 42615430)
- La Tectonique des nuages, José Corti, Biophilia, 2017 , 255 p.  (ISBN 978-2-7143-1185-6)
- Le Triomphe de la bêtise, Actes Sud, Un endroit où aller, 2018, 112 p.  (ISBN 978-2-330-10429-0)
- Périgord vert, éd. du Ruisseau, 2021  (ISBN 978-2-491992-06-4)
- Macron, un roi en bras de chemise Serge Safran éditeur, 2020